# Club de Futbol Rayo Majadahonda
El Club de Futbol Rayo Majadahonda (abreujat: CF Rayo Majadahonda), sovint anomenat només Rayo, és un club de futbol, fundat el 1976 a Majadahonda, (Comunitat de Madrid). Va jugar a categories regionals fins que el 1987 ascendí a Tercera Divisió. La temporada 2017-2018 va proclamar-se campió del grup 1r de Segona Divisió B espanyola, a la temporada 2017-2018, després de superar l'eliminatòria de campions davant el FC Cartagena, i va pujar a Segona Divisió. Actualment juga a la Primera Divisió RFEF.